# 赫拉德基夫希納 (村莊)
49°46′3″N 31°44′23″E / 49.76750°N 31.73972°E
赫拉德基夫什奇納（羅馬化：Hladkivshchyna）是位於烏克蘭中部的村莊，由切爾卡瑟州佐洛托諾沙區的皮什恰內市鎮負責管轄。該村始建於1749年，面積1.73平方公里，海拔高度100米，2001年人口1,065，人口密度每平方公里616人。